# قطع اللحاظ الجانبي
بضع اللحاظ الجانبي هو إجراء طارئ يستخدم لعلاج متلازمة الحيز المحجري الحادة (OCS). قد يحدث هذا مع مشاكل في الرؤية ، وزيادة ضغط العين (IOP) ، وانخفاض القدرة على تحريك العين ، واتساع حدقة العين عند أرجحة الضوء ليشع في العين المصابة . من الناحية المثالية ، يجب أن يتم إجراؤه في غضون ساعتين. لا تستغرق الإجراء وقتًا طويلاً في التنفيذ.
السبب الأكثر شيوعًا لـمتلازمة الحيز المحجري الحادة هو الإصابة التي تؤدي إلى نزيف خلف كرة العين . تشمل الأسباب الأخرى النزيف التلقائي وجراحة العيون الحديثة والتهابات المحجر . موانع هذا الإجراء تشمل وجود كرة عين ممزقة.
يتضمن الإجراء تجميد الجلد الجانبي للعين باستخدام لدوكائين مع إبينفرين . ثم يتم سحق الزاوية الجانبية للعين بشكل طفيف باستخدام ملقط وقف النزيف . يتم بعد ذلك قطع 1 إلى 2 سم من خلال هذا النسيج باستخدام مقص غير حاد. ثم يُسحب الجفن السفلي بعيدًا لكشف وتر اللحاظ الجانبي. الجزء السفلي من هذا الوتر هو ما يقطع بالمقص. إذا لم يكن هذا كافيًا ، فيمكن أيضًا قطع الجزء العلوي.
تشمل علامات النجاح الجفن السفلي المتحرك وانخفاض ضغط العين وتحسين الرؤية. بعد الإجراء يترك الجرح مفتوحًا ومغطى بضمادة معقمة. يجب وضع مقدمة السرير عند 45 درجة ، إن أمكن. قد يحدث الإغلاق من قبل طبيب عيون بعد بضعة أيام.